# Open 13 2008
Open 13 2008 — тенісний турнір, що проходив на кортах з твердим покриттям у місті Марсель, Франція з 11 лютого . Належав до категорії International Series.

## Фінальна частина

### Одиночний розряд
Енді Маррей —  Маріо Анчич 
 6–3, 6–4

### Парний розряд
Мартін Дамм /  Павел Візнер —  Їв Аллегро /  Джефф Кутзе 7–6(7–0), 7–5